# The Away Days
The Away Days és una banda turca de dream pop formada en Istanbul el 2012. El grup està integrat per Oğuz Can Özen (veu, guitarra), Sezer Koç (guitarra, sota), Volkan Karaman (guitarra), Orkun Atik (teclat) i Anıl Atik (bateria).

## Història
Creat el 2012 per Oğuz Can Özen i Sezer Koç, el grup va debutar amb el seu primer EP, How Did It All Start, independentment cap al final de l'any 2012. L'any següent, el grup lancèt el seu primer vídeo musical, "Galaxies", i agiguèt al South by Southwest festival, atraient l'atenció internacional. A més, el grup també es realitzà al The Great Escape Festival i es realitzà un recorregut pel Regne Unit. El grup està obert a artistes com Portishead, Paul Banks i Owen Pallett.
En 2014, el grup lancèt el single "Your Color" i "Paris" acompanyats dels seus respectius vídeos musicals. Els vídeos musicals van ser recompensats per Clash i Spin, respectivament.

## Estil musical i influències
L'estil de la banda de música ha estat descrita com "dream pop" i "shoegazing." L'editor del periòdic Clash Robin Murray escriguèt que "el material de la banda s'asemeja al songcraft citrus-sharp dels School of Seven Bells amb el rotllo del rodet de Ride," observant també "un toc de rock de Swervedriver." Mischa Pearlman de The Guardian escriguèt que "El shoegaze turc no podria ser un fenomen d'especial envergadura, però donada la riquesa del seu talent, podria arribar a ser un aviat." Zachary Lipez de Vice ha descrit l'estil de la banda com "una barreja dels 2006 Brooklyn, forever Flying Nun, i The La's com si fossin assessorats per Reid brothers." Les lletres de la banda estan escrites i cantades íntegrament en anglès.
Quant al nom de grup, el cantant principal Oğuz Can Özen declarèt: "Hem trucat a la nostra banda The Away Days, no perquè sentim que no pertanyem a Istanbul o Turquia, sinó perquè sentim que no som de cap lloc. I potser Istanbul no ha tingut una gran influència en la nostra música, però foguèt una gran llar per a nosaltres." Pel que fa a les influències, Özen ha declarat a més: "Ambdós [Özen i Koç] escoltaren Selda i The Strokes quan érem nens. Però ara, en les albors dels nostres vint anys, estem tractant de trobar algunes influències musicals poc comuns mitjançant l'Extrem Orient i l'Índia." També ha enumerat Joy Division, The Stooges i The Smiths com influències personals.

## Discografia
EP
- How Did It All Start (2012)
- THIS (2015)

Senzills
- "Your Colour" (2014)
- "Paris" (2014)
- "Best Rebellious" (2014)

Videos Musicals
- "Galaxies" (2013)
- "Your Colour" (2014)
- "Paris" (2014)
- "Sleep Well" (2014)
- "Best Rebellious" (2015)
- "Calm Your Eyes" (2015)
- "World Horizon" (2016)